# Scythris subgaleatella
Scythris subgaleatella is een vlinder uit de familie dikkopmotten (Scythrididae). De wetenschappelijke naam van deze soort is voor het eerst geldig gepubliceerd in 2002 door Bengtsson.
De soort komt voor in tropisch Afrika.